# Gymnase Auguste-Delaune
Pour les articles homonymes, voir Delaune.
Le gymnase Auguste-Delaune se situe à Ivry-sur-Seine (Val-de-Marne). Le gymnase est nommé à la mémoire d'Auguste Delaune, secrétaire général de la Fédération sportive et gymnique du travail, mort sous la torture de la Gestapo le 13 septembre 1943.
Construit en 1953 à une époque où le handball se jouait exclusivement en extérieur, notamment dans sa version à onze, c'est alors l'un des premiers gymnases en France. Agrandi en 1997, sa capacité est aujourd'hui de 1500 places.
Depuis sa construction, la salle est principalement utilisée par l'Union sportive d'Ivry Handball, club historique du handball français ayant remporté 9 titres de champion de France chez les féminines entre 1958 et 1977 et 8 titres de champion de France chez les masculins entre 1963 et 2007. Au-delà de l'équipe professionnelle masculine, la salle accueille les 500 licenciés du club (dont le centre de formation) et sert aussi aux collèges d'Ivry-sur-Seine. 
Le 24 février 2025, la salle est fortement endommagée par un incendie qui s'est déclaré lors d'une intervention technique s'inscrivant dans un projet de rénovation,,

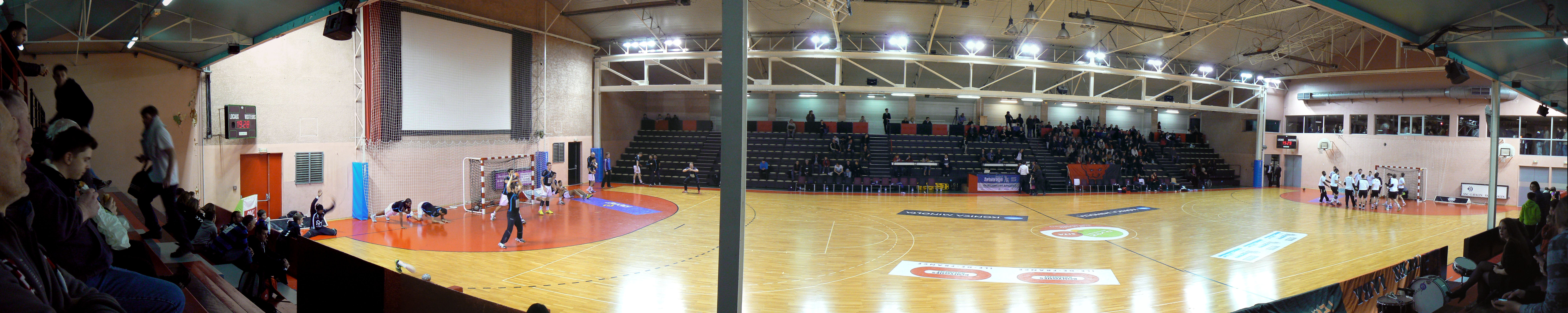
Vue intérieure du gymnase en 2014 à l'occasion d'un match de l'US Ivry.